# 候吕陵氏
候吕陵氏（5世纪？—520年），為南北朝时期蒙古高原古國柔然的可敦（王后）。
她本是可汗豆仑的妻子。492年，豆仑被杀，其叔叔那盖继位，那盖的儿子伏图收继候吕陵氏。506年，伏图即位后，候吕陵氏为可敦。候吕陵氏为伏图生子丑奴、阿那瓌、祖惠等六人。508年，丑奴继位，宠信女巫地万，扰乱朝政。地万进谗言让丑奴杀死祖惠，引起内讧。520年，丑奴母亲侯吕陵氏识破地万的伎俩，派大臣李具列绞杀地万。丑奴杀死李具列，又被高车击败，候吕陵氏和大臣杀死丑奴，立阿那瓌为可汗。十日后，阿那瓌族兄示发率军数万前来攻打，阿那瓌兵败，投靠北魏，候吕陵氏被示发杀。